# Licence Art Libre
La Licence Art Libre (LAL, denominata Free Art License (FAL) nella versione in lingua inglese e Licenza Arte Libera nella versione in italiano) è una licenza copyleft francese per opere artistiche.
Creata nel luglio 2000, è la prima licenza libera (o quantomeno una delle prime), nello spirito della GNU General Public License, dedicata alle opere d'arte.
La licenza è consultabile sul sito ufficiale; è anche disponibile in lingua inglese, tedesca, spagnola e portoghese.
Dal 2006 è disponibile anche la versione italiana.
La Free Software Foundation raccomanda per le opere non software l'utilizzo di questa licenza, oltre ad alcune forme della licenza Creative Commons.

## Origini
La licenza è stata formulata nel luglio 2000 in seguito ai meeting Copyleft Attitude che si sono svolti ad Accès Local e Public, due siti d'arte contemporanea a Parigi. Il suo contenuto è dovuto ai contributi derivati dalla mailing list della Copyleft Attitude, in particolare grazie ai giuristi Mélanie Clément-Fontaine e David Geraud, e agli artisti Isabelle Vodjdani e Antoine Moreau.
Le principali motivazioni di questa Licenza Arte Libera sono quelle di promuovere e proteggere le creazioni della mente umana, secondo i principi del copyleft: la libertà di usare, copiare, distribuire, trasformare, e il divieto di esclusiva.

## Caratteristiche
La Licence Art Libre permette a tutti gli utenti (persone fisiche e non) di copiare, diffondere, sfruttare a titolo gratuito o a pagamento o trasformare un'opera pubblicata sotto tale licenza, a patto che vengano accettate le condizioni imposte.
La licenza ricade nella giurisdizione francese, dal momento che è stata formulata al suo interno, ed è perciò valida in tutti i paesi firmatari della Convenzione di Berna, che stabilisce una normativa giuridica internazionale sulla proprietà letteraria ed artistica.

### Diritto d'autore
Le opere sotto Licenza Arte Libera sono soggette alla legge sul diritto di autore. Attraverso la licenza l'autore dell'opera ne precisa la distribuzione, copia e modifica.

### Condizioni
Una licenza è compatibile con la Licenza Arte Libera a condizione che:
- Avvenga un'equa attribuzione del lavoro ai suoi autori e dove possibile l'accesso alle versioni precedenti dell'opera stessa.
- Le modifiche apportate alle opere e ai lavori siano sottoposte a medesima licenza o ad una licenza che sia compatibile con i criteri esposti nella Licenza di Arte Libera.
- La distribuzione, la copia e la modifica siano permesse anche a scopi commerciali senza altre restrizioni se non quelle citate nelle condizioni di compatibilità.
- Riconosca la Licenza Arte Libera compatibile.

### Proprietà intellettuale
La licenza non nega i diritti intellettuali sull'opera ma solo quelli connessi alla Licenza stessa.

### Durata
La licenza rimane in vigore per tutta la durata del diritto d'autore allegati.
Nel caso non siano rispettati i termini della licenza si perdono automaticamente tutti i diritti conferiti dalla stessa

### Livello territoriale
La licenza ricade nella giurisdizione francese, dal momento che è stata formulata al suo interno, ed è perciò valida in tutti i paesi firmatari della Convenzione di Berna, che stabilisce una normativa giuridica internazionale sulla proprietà letteraria ed artistica.

### Incorporazione
La Licenza Arte Libera non entra in contrasto con altre licenze in uso in un progetto di lavoro in cui sia presente un'opera soggetta alla Licenza Arte Libera.